# Der Student von Prag (pel·lícula de 1926)
Der Student von Prag és una pel·lícula muda expressionista alemanya de 1926 de l'actor i cineasta Henrik Galeen.

## Argument
L'any 1820, Balduin és estudiant a una universitat de Praga. En una excursió dirigida per estudiants a una fonda rural, Balduin es troba amb la figura Scapinelli que li ofereix diners "per un interès molt baix". En Balduin creu que és un usurer i l'ignora per anar a participar en un partit d'esgrima amb un altre estudiant.
Després del partit, l'espectador veu a Scapinelli a la vora d'un penya-segat, observant una dona jove (després es va revelar que era Margit, la filla d'un comte) a cavall que participa en una caça de senglar. Ell manipula la situació de tal manera que els animals s'estufen i es dirigeixen cap a la fonda. El cavall de la Margit fuig amb ella i Balduin l'atrapa quan cau. Com a recompensa, regala a Balduin un crucifix que li ha caigut del coll i més tard rep una invitació a casa del seu pare, el comte Schwarzenberg. Allà pren consciència de la seva pròpia pobresa en comparació amb el promès de Margit, que és baró.
Més tard aquella nit, Scapinelli torna a buscar en Balduin i fa una oferta. Balduin signa un contracte que estipula que Scapinelli pot tenir qualsevol cosa a l'habitació que vulgui a canvi de 600.000 florins. Balduin signa i Scapinelli treu una petita bossa i procedeix a abocar la totalitat dels 600.000 sobre la taula. Scapinelli pren la seva part: la reflexió de Balduin.
Aleshores, l'escena canvia per mostrar el nou estil de vida que porta Balduin amb la seva nova fortuna. La seva felicitat no dura gaire, perquè el seu reflex, lliure del mirall, es desfà, causant estralls per la ciutat, que en culpa a Balduin. Balduin, en el seu enfrontament final, dispara el seu reflex. Això es tradueix en la seva pròpia mort. La pel·lícula es tanca quan s'obre: amb un pla de la tomba de Balduin, sobre la qual hi ha inscrit "Aquí es troba Balduin. Va lluitar contra el diable i va perdre".

## Repartiment
- Conrad Veidt com a Balduin, l'estudiant
- Werner Krauss com a Scapinelli
- Elizza La Porta com a Lyduschka, una noia de flors
- Agnes Esterhazy com a Margit von Schwarzenberg
- Fritz Alberti com a comte de Schwarzenberg, Vater de Margit
- Ferdinand von Alten com el baró de Waldis, el promès de Margit
- Erich Kober com a estudiant
- Max Maximilian com a estudiant
- Sylvia Torf
- Marian Alma
- Horst Wessel extra en algunes escenes

## Producció
Es considera la pel·lícula més important de Galeen des de Der Golem (1915) i es considera la seva gran obra.
El guió de la pel·lícula va ser escrit Galeen i Hanns Heinz Ewers i va estar influenciat per la història de Faust. La pel·lícula s'havia fet anteriorment com Der Student von Prag.
Fou rodada als estudis Staaken de Berlín. Hi col·laboraren Hermann Warm; cinematògraf Günther Krampf; ai els actors Werner Krauss, Conrad Veidt, Dagny Servaes, Leni Riefenstahl i Elizza La Porta. Der Student von Prag va fer de La Porta una actriu coneguda. La pel·lícula va comptar amb efectes especials impressionants per a la seva època, especialment el final en què el personatge principal es veu obligat a enfrontar-se a la seva altra meitat, amb una tecnologia de pantalla dividida executada perfectament.

## Estrena
Der Student von Prag es va projectar a Berlín el 25 d'octubre de 1926. La pel·lícula es va tornar a fer com a pel·lícula sonora el 1935, dirigida per Arthur Robinson.

## Recepció
A partir de ressenyes retrospectives, Troy Howarth va escriure al seu llibre Tome of Terror que la pel·lícula va ser una "millora marcada" respecte a la versió de 1913 de la pel·lícula, que era "cridanera i antiquada en comparació."